# Sadowo (województwo kujawsko-pomorskie)
Sadowo (niem. Schadau) – osada w Polsce położona w województwie kujawsko-pomorskim, w powiecie grudziądzkim, w gminie Grudziądz.
W latach 1975–1998 miejscowość administracyjnie należała do województwa toruńskiego.